# روية السماحي
روية سيف سلطان سعيد السماحي هي سياسية إماراتية. في عام 2007، كانت واحدة من أولى مجموعة من النساء اللواتي دخلن المجلس الوطني الاتحادي.

## السيرة الذاتية
بعد التخرج، تزوجت السماحي وقضت عامين كربة منزل. ثم انضمت إلى قسم العلاقات العامة في وزارة الصحة، وعملت لاحقًا في قسم التثقيف الصحي لمدة إحدى عشرة سنة. أصبحت المديرة التنفيذية لمستشفى الفجيرة في عام 1995، وظلت في هذا المنصب حتى عام 2007.
بعد الانتخابات البرلمانية لعام 2006، كانت واحدة من ثماني نساء تم تعيينهن في المجلس الوطني الاتحادي جنبًا إلى جنب مع المرأة الوحيدة المنتخبة، أمل القبيسي.

## روابط خارجية
- R_Samahi على تويتر.